# Sjemenarstvo (časopis)
Sjemenarstvo je hrvatski znanstveno-stručni časopis. Glasilo je Hrvatskog agronomskog društva.

## Povijest
Sljednik je časopisa Semenarstvo koji je od 1984. do 1991. godine izdavalo Društvo sjemenara Jugoslavije. Hrvatski časopis Sjemenarstvo neprekidno izlazi od 1991. godine. Do 2006. je objavio 388 radova, od kojih 219 izvornih znanstvenih radova, 61 izlaganja sa znanstvenih skupova, 48 preglednih znanstvenih radova i 60 stručnih radova. Do 2006. je 331 autor objavio radove u Sjemenarstvu. List izlazi četiri puta godišnje. Od 4. travnja 2006. Sjemenarstvo je uključeno u portal znastvenih časopisa Republike Hrvatske Hrčak. Današnji glavni i odgovorni urednik je Zdravko Matotan.

## Teme
Tematski raspon časopisa su područje poljoprivrede (agronomije), biotehnologije, genetike, oplemenjivanja i  sjemenarstva poljoprivrednih kultura. Objavljuje isključivo radove koji nisu drugdje objavljeni niti predani za objavljivanje drugom časopisu, zatim recenzije knjiga, osvrte s kongresa, simpozija i skupova u zemlji i inozemstvu, te vijesti iz znanstvene i stručne djelatnosti s područja genetike, oplemenjivanja i sjemenarstva poljoprivrednih kultura.

## Vanjske poveznice
- Bibliografija radova objavljenih u časopisu Sjemenarstvo 1991 – 2006.